# Ouvéa
Ouvéa is een gemeente in Nieuw-Caledonië, een Frans overzees territorium in de Grote Oceaan en is 160 km² groot. De gemeente bestaat uit de eilanden Ouvéa, Mouli en Faiava en enkele kleinere eilanden. Al deze eilanden liggen in de Îles Loyauté, ten noordoosten van Nieuw-Caledonië.

Het administratief centrum is Fayaoué, op het eiland Ouvéa.
Er zijn slechts twee zoogdieren bekend, de vleermuizen Tongavleerhond (Pteropus tonganus) en Miniopterus australis.

## Geschiedenis
In 1988 was er een bloedige gijzeling op Ouvéa.

### Talen
In Ouvéa zijn de hoofdtalen zijn het Melanesisch Iaai en het Polynesisch Faga Uvea, dat de enige Polynesische taal is die gesproken wordt in Nieuw-Caledonië. Mensen die Faga Uvea spreken zijn volledig geïntegreerd.